# Municipio de Lake (condado de Monona)
El municipio de Lake (en inglés: Lake Township) es un municipio ubicado en el condado de Monona en el estado estadounidense de Iowa. En el año 2010 tenía una población de 196 habitantes y una densidad poblacional de 2,74 personas por km².

## Geografía
El municipio de Lake se encuentra ubicado en las coordenadas 42°9′52″N 96°12′15″O / 42.16444, -96.20417. Según la Oficina del Censo de los Estados Unidos, el municipio tiene una superficie total de 71.58 km², de la cual 70,38 km² corresponden a tierra firme y (1,68 %) 1,2 km² es agua.

## Demografía
Según el censo de 2010, había 196 personas residiendo en el municipio de Lake. La densidad de población era de 2,74 hab./km². De los 196 habitantes, el municipio de Lake estaba compuesto por el 96,43 % blancos, el 3,57 % eran de otras razas. Del total de la población el 4,08 % eran hispanos o latinos de cualquier raza.